# Cantó d'Auxerre-Sud-Oest
El cantó d'Auxerre-Sud-Oest és un cantó francès del departament del Yonne, situat al districte d'Auxerre. Té 2 municipis i part del d'Auxerre.

## Municipis
- Auxerre (part)
- Saint-Georges-sur-Baulche
- Villefargeau

## Història
| Data d'elecció                           | Identitat           | Partit           | Qualitat |
| ---------------------------------------- | ------------------- | ---------------- | -------- |
| 1945-1958                                | Jean Moreau         | CNIP             |          |
| 1958-1970                                | M. Lalande          | Divers droite    |          |
| 1970-1976                                | Jean-Pierre Soisson | RI, després UDF  |          |
| 1976-1982                                | Étienne Louis       | PS               |          |
| 1982-1988                                | Jean-Pierre Soisson | UDF, després MDR |          |
| 1988-2008                                | Hubert Moissenet    | DL               |          |
| 2008-                                    | Guy Paris           | PS               |          |
| les dades anteriors no són pas conegudes |                     |                  |          |
|                                          |                     |                  |          |